# Niamh Charles
Niamh Louise Charles (* 21. Juni 1999 in Wirral) ist eine englische Fußballspielerin. Sie spielt seit 2020 für die Chelsea FC Women und seit 2021 für die englische Nationalmannschaft der Frauen.

## Werdegang

### Vereine
Charles wuchs auf der Wirral auf, wo sie bis zum Alter von 14 Jahren mit Jungen in der Mannschaft der West Kirby Wasps spielte und anschließend ins Liverpool’s centre of excellence wechselte. Im April 2016 spielte sie erstmals in der FA Women’s Super League für Liverpool. Insgesamt hatte sie in der Saison acht Einsätze – zumeist als Einwechselspielerin. In der Übergangssaison 2017 wurde sie in sieben von acht Spielen eingesetzt. 2017/18 kam sie auf elf Einsätze und erzielte ihre ersten drei Ligatore. 2018/19 waren es nur neun Einsätze und 2019/20 bedingt durch die COVID-19-Pandemie 13 Spiele. Für Liverpool endete die wegen der Pandemie abgebrochene Saison mit dem Abstieg als Tabellenletzter. Charles wechselte daraufhin zu den Chelsea FC Women und gewann mit dem Verein dreimal in Folge die englische Meisterschaft, zweimal den Pokal der Frauen und einmal den Ligapokal. Mit Chelsea erreichte sie das Finale der UEFA Women’s Champions League 2020/21, verlor dies aber mit 0:4 gegen die Frauen des FC Barcelona. Sie kam dabei in acht der neun Spiele zum Einsatz. Ein Jahr später scheiterte sie mit Chelsea bereits in der Gruppenphase, da sie gegenüber den punktgleichen Mannschaften des VfL Wolfsburg und Juventus Turin die schlechtere Tordifferenz hatten. In der UEFA Women’s Champions League 2022/23 ging es bis ins Halbfinale, wo nach einer 0:1-Heimniederlage und einem 1:1 im Auswärtsspiel gegen Barcelona Endstation war.
Am 19. Januar 2024 gab ihr Verein ihre Vertragsverlängerung bis 2027 bekannt.

### Nationalmannschaften
Charles nahm mit der U-17-Mannschaft an der U-17-Fußball-Europameisterschaft der Frauen 2016 teil, wo sie im Spiel um den dritten Platz beide Tore zum 2:1-Sieg gegen Norwegen erzielte. Mit vier Turniertoren war sie zusammen mit der Deutschen Vanessa Ziegler drittbeste Torschützin des Turniers. Durch den dritten Platz hatten sich die Engländerinnen für die U-17-Fußball-Weltmeisterschaft der Frauen 2016 qualifiziert, bei der sie im Viertelfinale durch eine 0:3-Niederlage gegen Japan ausschieden. Im August 2017 nahm sie mit der U-19-Mannschaft an der U-19-Fußball-Europameisterschaft der Frauen 2017 teil. Als Dritte ihrer Gruppe mussten sie ins Spiel um Platz 5 um sich für die U-20-Fußball-Weltmeisterschaft der Frauen 2018 zu qualifizieren, was durch einen 2:0-Sieg gegen die Schottinnen gelang. Bei der U-20-WM wurde sie im Gruppenspiel gegen Mexiko, im Viertelfinale gegen die Niederlande und im Halbfinale gegen Japan jeweils eingewechselt. Durch eine 0:2-Niederlage gegen die Asiatinnen schieden sie aus.
Am 9. April 2021 wurde sie bei der 1:3-Niederlage im Freundschaftsspiel gegen Frauen erstmals in der A-Nationalmannschaft eingesetzt. Sie wurde beim Stand von 0:1 zur zweiten Halbzeit eingewechselt. Im Mai 2021 wurde sie als eine von vier Reservespielerinnen des Team GB für das wegen der Pandemie um ein Jahr verschobene olympische Fußballturnier nominiert. Wegen der Pandemie konnten zwar auch die Ersatzspielerinnen beim Turnier eingesetzt werden, von diesen kam aber nur Ella Toone zu einem Kurzeinsatz. Charles wurde im September 2021 im ersten Spiel der Qualifikation für die WM 2023 wieder eingesetzt. Der achtminütige Kurzeinsatz beim 8:0-Sieg gegen Nordmazedonien blieb aber ihr einziger Einsatz in der Qualifikation, sechsmal saß sie nur auf der Bank. Auch für den Arnold Clark Cup 2022 wurde sie nominiert, aber nicht eingesetzt. Für die EM 2022 wurde sie nicht nominiert. Erst im November 2022 kam sie bei zwei Freundschaftsspielen gegen Japan und Norwegen wieder zum Einsatz, wobei sie in beiden Spielen in der Startelf stand und bis zum Ende mitspielte. Beim Arnold Clark Cup 2023 spielte sie gegen Italien über 90 Minuten und beim 4:0-Sieg gegen Südkorea wurde sie beim Stand von 3:0 eingewechselt.
Am 31. Mai 2023 wurde sie als eine von 23 Spielerinnen für die WM-Endrunde in Australien und Neuseeland nominiert. Bei der WM wurde sie zweimal in der Schlussphase eingewechselt.
In der erstmals ausgetragenen UEFA Women’s Nations League 2023/24 hatte sie vier Einsätze. Da die Engländerinnen wegen der um ein Tor schlechteren Tordifferenz nur Gruppenzweite hinter den Niederländerinnen waren, verpassten sie die Spiele um die Olympia-Tickets. In der anschließenden Qualifikation für die EM 2025 kam sie viermal zum Einsatz. Als Gruppenzweite qualifizierten sie sich direkt für die EM-Endrunde, für die sie am 5. Juni 2025 nominiert wurde.

## Erfolge
- WSL-Cup-Siegerin 2020/21
- Englische Meisterin 2020/2021, 2021/2022, 2022/2023, 2023/24, 2024/25
- Englische Pokalsiegerin 2021/2022, 2022/2023, 2024/25
- FA Women’s League Cup-Siegerin 2020/21, 2024/25
- Arnold-Clark-Cup-Siegerin 2022 (ohne Einsatz) und 2023